# Пашич, Никола
Ни́кола П. Па́шич (серб. Никола П. Пашић; 18 декабря 1845, Заечар, Княжество Сербия — 10 декабря 1926, Белград, Королевство сербов, хорватов и словенцев) — сербский и югославский политик и дипломат, наиболее влиятельный из сербских политиков в конце XIX — начале XX века, идеолог «Великой Сербии». Дважды занимал должность мэра Белграда (1890—1891 и 1897), несколько раз — премьер-министр Сербии (1891—1892, 1904—1905, 1906—1908, 1909—1911, 1912—1918) и премьер-министр Королевства сербов, хорватов и словенцев (1918, 1921—1924, 1924—1926).

## Биография

### Ранние годы
Вопрос об этнической принадлежности Пашича является спорным, как и для многих других видных балканских деятелей. Он родился в семье эмигрантов-цинцаров (аромунов) из Болгарии. Позднее его мать вышла замуж за серба-пекаря и приняла его фамилию Пашич, которая также перешла к её сыну. Болгарские источники обычно называют Пашича «болгарином».
Пошёл в школу очень поздно, когда ему было одиннадцать лет, а успешно закончил её в возрасте 21 года; обучался в Заечарской гимназии, но поскольку гимназия, по политическим мотивам, переезжала из города в город, он также учился в Неготине и Крагуеваце. В 1866 году поступил на технический факультет в Великой школе Белграде, где за успехи в обучении получил в 1868 году государственную стипендию на обучение в Политехнической школе в Цюрихе для дальнейшей специализации. Получил инженерное образование, однако лишь краткое время работал на строительстве железной дороги Вена—Будапешт, в 1869 году подал в отставку с государственной службы, чтобы баллотироваться в депутаты, поскольку по Конституции 1869 года, государственные чиновники не могли быть избраны в депутаты. Чтобы помешать его избранию, отставка не была принята, а после выборов он был уволен с государственной службы. Он присоединился к сербским повстанцам действовавшим против отступающих турецких властей.

### Правление Милана Обреновича
Начал свою политическую карьеру в 1878 году в качестве депутата, избранного в Заечаре. В идеологическом отношении он прошёл несколько этапов: он был социалистом в эпоху борца за парламентскую демократию, а в последние годы стал консерватором. В 1881 году стал основателем Народной радикальной партии. На выборах в сентябре 1883 года радикалы набрали 54 % голосов, а Прогрессивная партия, которая поддерживала политику короля Милана Обреновича, получила 30 % голосов. Несмотря на убедительную победу радикалов, король Милан назначил на пост премьер-министра беспартийного Николу Христича. После попытки разоружить население и Тимокского восстания король обвинил радикалов в мятеже; Пашич едва избежал ареста и укрылся в Болгарии, в декабре 1883 года он заочно был приговорён к смертной казни.
В течение следующих шести лет он жил в Софии и пользовался поддержкой болгарского правительства, работал строительным подрядчиком и некоторое время — в министерстве внутренних дел. Поддержка Болгарией Пашича считает одной из причин того, что король Милан начал сербско-болгарскую войну (1885). После отречения Милана в 1889 году новое правительство амнистировало лидера радикалов и он вернулся на родину.

### Правление Александра Обреновича
В 1889—1892, 1893—1895 и 1897—1898 годах год занимал должность председателя Председателя Народной скупщины Королевства Сербия.
В 1890—1891 и в январе-ноябре 1897 года являлся мэром Белграда.
В 1891—1892 годах — председатель министерства (премьер-министр) Сербии, одновременно являлся министром иностранных дел и финансов.
Чтобы убрать его с политической сцены в Сербии, король Александр отправил лидера радикалов в качестве специального представителя сербского правительства в Санкт-Петербург (1893—1894). Из-за несогласия с внутренней и внешней политикой короля Александра Обреновича он быстро разошёлся с ним. С 1897 года бывший король Милан и король Александр правили вместе и добились, чтобы Пашич был приговорён к девяти месяцам тюремного заключения за оппозиционность королевской власти.
После покушения в июле 1899 года бывшего пожарного Джуры Кнежевича на короля Милана («убийство Иванидана») лидеры Радикальной партии, включая Пашича, были арестованы. Однако возможная казнь популярных политиков вызвала беспокойство Австро-Венгрии, считавшей, что в этом случае Россия откажется от соглашения 1897 года и вмешается в сербские дела. Австрийским императорским двором был отправлен специальный посланник, который заявил, что Австрия бойкотирует династию Обреновичей в случае казни Пашича. В результате он был приговорён к 5 годам и немедленно освобождён. Это вызвало внутренние столкновения в Радикальной партии, поскольку молодые члены во главе с Любомиром Живковичем и Любомиром Стояновичем считали его трусом и предателем и основали новую Независимую радикальную партию. Впоследствии король Александр, хотя и не любил Пашича, часто вызывал его на консультации, однако тот воздерживался от советов и настаивал на том, что он больше не занимается политикой.

### Правление Петра Карагеоргиевича
Не входил в число заговорщиков, планировавших убийство короля Александра, которое было осуществлено в мае 1903 года. После победы на выборах в октябре того же года Радикальная партия оставалась у власти почти без перерыва в течение следующих 15 лет. Радикалы изначально выступали против назначения Петра Карагеоргиевича королём, называя его назначение незаконным. Однако Пашич передумал, когда увидел, что народ принял нового монарха.
В 1904 году лидер радикалов становится министром иностранных дел, а с 1904 по 1905 год — председателем министерства Сербии. В течение последующих 10 лет под его фактическим руководством Сербия прогрессировала, что вызывало постоянные проблемы с австро-венгерским императорским двором.
В 1906—1908 годах политик вновь занял пост председателя министерства Сербии. С началом его правления австро-венгерская таможня начала против сербов открытую таможенную войну. Это поначалу нанесло серьёзный удар по национальной экономике, но впоследствии ситуация даже улучшилась из-за быстрого решения правительства переориентировать Сербию на страны Западной Европы. В частности, были заключены торговые соглашения с Болгарией и Османской империей относительно использования порта Салоники для экспорта сербских товаров. После таможенной войны австро-венгерское правительство официально аннексировало Боснию и Герцеговину (1908), вызвав массовые протесты и политическую нестабильность в Сербии, но главе правительства удалось погасить возникшие конфликты.
В 1909—1911, 1912—1918 годах вновь занимал пост главы правительства. Был одним из ключевых участников создания Балканского союза, который вследствие Первой и Второй Балканских войн, позволил Сербии удвоить свою территорию. Возглавлял сербскую делегацию на Бухарестской мирной конференции (1913).
Был последовательным сторонником пророссийской ориентации во внешней политике: считал, что в цивилизационном, религиозном и культурном отношении Сербия ближе к России, чем к Западу, который использует не только военные, но и экономическо-культурные средства, чтобы «поработить» такие небольшие страны, как Сербия. Поэтому Пашич считал, что немцы (австрийцы) представляют для Сербии большую опасность, чем турки.
Во время официального визита короля Петра I в Россию 10 марта 1910 года был награждён Орденом Белого Орла с бриллиантами.

### Королевство Сербов, Хорватов и Словенцев
В 1918, 1921—1924 и 1924—1926 годах — премьер-министр Королевства Сербов, Хорватов, Словенцев. Возглавлял делегацию Королевства сербов хорватов и словенцев на Парижской мирной конференции в 1919 году. Был одним из создателей Видовданской конституции (1921). На аудиенции с королём Александром 9 декабря 1926 года тот выступил с некоторой критикой по поводу сына Пашича и не доверил ему мандат нового премьер-министра. Потрясённый этим событием политик внезапно скончался на следующий день от инсульта в возрасте 81 года.
Похоронен на Новом кладбище в Белграде.
Его сын Радомир был известен различными коррупционными скандалами.
Пашичу принадлежит фраза: «Сербы — маленький народ, но более великого от Константинополя до Вены нет».